# 妾は天使ぢゃない

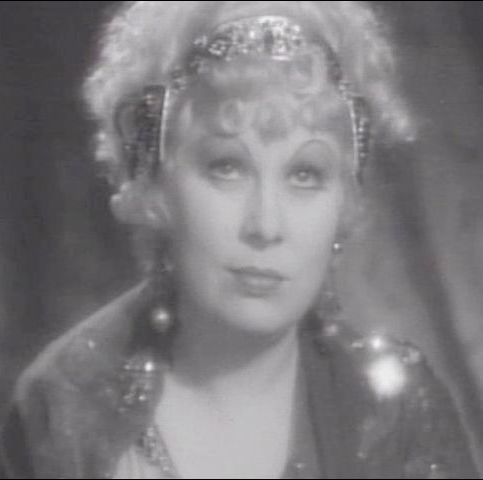
メイ・ウエスト

『妾は天使ぢゃない』（わたしはてんしじゃない、原題：英語: I'm No Angel）は、1933年に製作・公開されたアメリカ合衆国の映画である。

## 概要
主演のメイ・ウエストが自ら原案と脚本を執筆し、ウェズリー・ラッグルスが監督、ケーリー・グラントが前作『わたしは別よ』に引き続き共演した。

## キャスト
※括弧内は日本語吹替（初放送：1969年7月23日 21:30 - 22:56 東京12チャンネル『名画劇場』）
- タイラ：メイ・ウエスト（山田さなえ）
- ジャック・クレイトン：ケーリー・グラント（仲村秀生）
- アリシア：ガートルード・マイケル（佳川紘子）
- ベニー・ピンコウィッツ：グレゴリー・ラトフ（外山高士）
- ビル・バートン：エドワード・アーノルド
- ティラ：ハティ・マクダニエル

## スタッフ
- 監督：ウェズリー・ラッグルス
- 製作：ウィリアム・ルバロン（ノンクレジット）
- 撮影：レオ・トーヴァー
- 編集：オソー・ラヴァリング（ノンクレジット）
- 美術：ハンス・ドライアー、バーナード・ハーツブラン（ノンクレジット）

## 注
1. ↑  『20世紀アメリカ映画事典』（カタログハウス、2002年）
2. 1 2  “Box office / business for I'm No Angel”. IMDb. 2011年9月10日閲覧。